# 福井ミカ
福井 ミカ（ふくい みか、本名：福井光子、1949年4月17日 - ）は、料理研究家、シンガー。1970年代にロック・バンドのサディスティック・ミカ・バンドのミカとして、ボーカルとコーラスを担当したことで知られる。加藤和彦の元妻である。

## 来歴
1949年4月17日、京都府船井郡園部町（現在の南丹市）で材木商を営む福井三郎の長女として生まれる。妹が一人いる。父の生家は山を幾つも持つ、裕福な家だった。ミカが2歳の時、一家は京都市東山区に移り住む。活発な性格のミカは、男の子とばかり遊んでいた。ビー玉、メンコ、時代劇遊びなど、ワンパク坊主たちを従えてのガキ大将となる。
中学のころから、ポップスやモダンジャズにのめり込む。はじめて買ったレコードは、コニー・フランシスの「ヴァケーション」。モダンジャズの店に行って、アート・ブレイキー、オスカー・ピーターソンなどを聴き浸る。
平安女学院高校に在学中の17歳の時に学友たちとフォークソング同好会を結成、会長として運営に携わりながら、同級生と『ミカ&トンコ』というフォーク・デュオを結成する。京都のアマチュア音楽団体AFLに加盟するが、二人ともギターをまともに弾けず活動は行きづまる。そこで、もともと加藤和彦の大ファンだったことから、ある日、まだアマチュアだったザ・フォーク・クルセダーズのコンサートの本番前の楽屋に押しかけて、いきなり「加藤さん、ギター教えて下さい!」と迫ったという。
ミカ&トンコは当時龍谷大学の学生だった加藤によるギターのレッスンを重ねるうちに、ライヴ・デビュー出来るまでに腕を上げ、フォークルをはじめ、杉田二郎、ロック・キャンディーズなどと共に京都周辺でのフォーク・コンサートに出演。時には彼女たちのステージに加藤がギターで参加することもあった。高校3年のときには免許を取ってクルマで通学した。
京都精華大学美術科に進学後、「帰って来たヨッパライ」の大ヒットで一躍“時の人”となっていた加藤と交際を開始。1970年7月に結婚し、カナダのバンクーバーで挙式。加藤ミカになる。
1971年11月、加藤和彦が友人ドラマーのつのだ☆ひろと共にお遊びで結成したパーティー・バンド『サディスティック・ミカ・バンド』に、ヴォーカリストとして参加、3人で結成。
1972年6月5日、サディスティック・ミカ・バンドのデビュー・シングル「サイクリング・ブギ」発表。1973年5月、ファースト・アルバム『サディスティック・ミカ・バンド』を発表。彼等はヴォーカルに難ありと言われながらも、1974年に発表された「タイムマシンにおねがい」ではミカがメインヴォーカルを担当。
1974年11月、サディスティック・ミカ・バンドはセカンド・アルバム『黒船』をリリース。プロデュースをビートルズやピンク・フロイドを手掛けたイギリスのクリス・トーマスが担当する。ミカはトーマスがプロデュースしたバッドフィンガーの"Wish You Were Here"（『素敵な君』）に収録された'Know One Knows'（「誰も知らない」）で、日本語のスポークン・ワーズを担当した。
1975年10月、サディスティック・ミカ・バンドはロキシー・ミュージックのイギリス・ツアーに前座として参加する。ミカはツアー中にトーマスと恋愛関係に陥る。
1975年11月、加藤和彦と離婚、サディスティック・ミカ・バンドも解散した。ミカはトーマスと事実婚状態でロンドンに在住。
1984年、トーマスと破局。
1985年、イギリスで永住権を取得。イギリスでも高名なフランス料理学校に通いフレンチ・シェフの道を目指す。翌1986年、フランス料理学校卒業後、いくつかの店で修業を積み、パティシエ、ワイン・ソムリエとしてのキャリアも築く。
1987年、日本に帰国。親友のコシノミチコのファッション・ショーでの音楽コーディネイトを手がける。
1988年、自伝本を出版。1989年、作詞家として、織田哲郎の楽曲に提供した。
1994年11月、収録曲すべてを自作曲だけでまとめた初ソロ・アルバムをリリース。
1997年、日本武道館で行われた高中正義のソロライブに登場し「タイムマシンにおねがい」を披露。
1990年代末からは、「レディ・シェフ・ミカ」ブランドを立ち上げ、料理やワインの研究・アドバイス、レストランのプロデュース、調理器の開発などの活動を現在も続けている。
2021年現在は、料理研究家として活動している。

## エピソード
- 1970年にカナダのバンクーバーで挙式するが、まだ海外での挙式が珍しかった時代だったので、創刊間もない雑誌『anan』が取材に来る。

- デヴィッド・ボウイの1980年製作アルバム『スケアリー・モンスターズ』の1曲目「It's No Game, Pt.1」において、日本人女性のナレーションをミカに依頼したが、断られたというエピソードがある。

- ポール・マッカートニー、リンダ・マッカートニー夫妻とは家族ぐるみの付き合いで、1980年のウイングス来日にも同行した。
  - しかしマッカートニーがドラッグを所持していたため拘置されたのちに強制退去され、公演は中止になり、予定されていたYMOとのセッションも実現しなかった。マッカートニーが逮捕されてから釈放されるまでの期間、都内のホテルに滞在していたリンダと子供達やウイングスのメンバーを世話して、京都観光やショッピングなどに連れ出した。
  - リンダやトーマスと共に元サディスティック・ミカ・バンドの高橋幸宏を訪ねた。
  - 当時アルバム『増殖』を制作中だったYMOのレコーディングにも飛び入り参加して、収録曲「Nice Age」の中でニュース速報を読んだ。YMO側が何かメッセージを望んだので、リンダのメッセージがミカのナレーションによってニュース速報という形で入れられた。ナレーション内の「22番」というのはマッカートニーの拘置中の番号で、「Coming Up Like A Flower」は同年4月になって発表されたマッカートニーのシングル「カミング・アップ」で歌われるフレーズである。

## 作品

### アルバム
| 発売日         | アルバム | レーベル               | 規格 | 規格品番  |
| -------------- | --- | ---------------------- | ---- | --------- |
| 1994年11月18日 | ジャラン ジャラン ※ 音楽プロデュース・作曲・作詞 1. Jaran Jaran (散歩) 2. Tea Break 3. M.M.M 4. Multi Culture 5. 目・雨 6. Love Turning 7. Unexpected Call 8. Chance Meeting 9. 龍舌蘭 10. Snow Bell | フォーライフ・レコード | CD   | FLCF-3535 |

### 作詞
- 織田哲郎
  - アルバム「Candle In The Rain」-　「PEARL'S AWAKE」「DANCE WITH DANGER」「SHERRIE MY LOVE」

### 著書
- 『ミカのチャンス・ミーティング』 - 中村俊夫との共著（1988年 宝島社）※自伝
- 『ラブ&キッス英国 - イギリスは暮らしの達人』 （1996年 講談社）※英国での生活を綴った本

### テレビ番組
- 遠くへ行きたい（1972年4月2日、よみうりテレビ）[注釈 3]
- 一枚の写真（1988年7月8日、フジテレビ）
- 住めば地球（1988年10月9日、朝日放送）
- タモリの音楽は世界だ (1995年、テレビ東京）